# Indiumhalogenides
Indiumhalogenides zijn de verbindingen van het element indium met de verschillende halogenen, fluor, chloor, broom en jood. Zij bestaan in drie varianten: de indium(I)halogenides, de indium(III)halogenides en verschillende mengvormen. In de monohalides is het oxidatiegetal van indium +1, in de trihalides +3. Daarnaast is er, omdat indium in de trivalente vorm directe metaal-metaalbindingen kent, de binding telt wél mee in de valentie maar niet in het oxidatiegetal, een aantal halogenides met oxidatiegetal +2.
In de verschillende tussenvormen komt soms oxidatiegetal +2 (zie In5Br7) voor, maar nadere bestudering leert dat het meestal om combinaties gaat van +1 en +3.

## Indium(I)halogenides
De vaste monohalides van indium, InCl, InBr en InI zijn allen instabiel in waterig milieu. Ze ontleden daarbij in metallisch indium en indium(III)-verbindingen. De reactiviteit ligt tussen die van de gallium(I)halogenides, die reactiever zijn, en thallium(I)halogenides, die stabieler zijn tegenover water. InI is de meest stabiele van de groep verbindingen. Tot ongeveer 2005 waren deze stoffen laboratoriumcuriositeiten. De ontdekking dat ze een syntheseroute bieden naar indiumclusters en -ketens heeft ze meer in de belangstelling geplaatst.

### InF
Indium(I)fluoride, {\displaystyle {\ce {InF}}}, is alleen bekend als een instabiele, gasvormige verbinding.

### InCl
Bij kamertemperatuur vormt Indium(I)chloride, {\displaystyle {\ce {InCl}}}, gele kristallen met een verstoorde kubische natriumchloridestructuur. De rode, hoge-temperatuurvorm (>390 K) heeft een met β-TlI vergelijkbare structuur.

### InBr
Indium(I)bromide, {\displaystyle {\ce {InBr}}}, is een rode, kristallijne stof die bij 285 °C smelt. De structuur is vergelijkbaar met β-TlI, een verstoord kubisch natriumchloride-kristal. De stof ontstaat in de reactie van metallisch indium en {\displaystyle {\ce {InBr3}}}.

### InI
Indium(I)jodide, {\displaystyle {\ce {InI}}}, is een diep purperrood gekleurde vaste stof. Evenals {\displaystyle {\ce {InCl}}} en {\displaystyle {\ce {InBr}}} heeft het de β-TlI-structuur. Naast de ook voor het monobromide bruikbare methode van de reactie tussen het metaal en, in dit geval {\displaystyle {\ce {InI3}}} (in refluxende xyleen), kan het ook bij hoge temperatuur in een directe reactie tussen de elementen gemaakt worden.  Het jodide is het meest stabiele van de indium(I)halogenides, het is oplosbaar in een aantal organische oplosmiddelen. Oplossingen van InI in mengsel van pyridine en m-xyleen zijn stabiel bij temperaturen onder 243 K (=  -30 °C).

## Indium(III)halogenides
In alle trihalides is het oxidatiegetal van indium +3. Deze verbindingen zijn Lewiszuren.

### InF3
InF3 is een witte, vaste stof met een smeltpunt van 1170 °C. In de kristallen heeft indium een coördinatiegetal van 6.

### InCl3
InCl3, ook wel Indiumtrichloride, is een witte vaste stof met een smeltpunt van  586 °C. De stof wordt verkregen door oxidatie van indium met chloorgas. Het kristal van de stof is isostructureel met aluminiumchloride. {\displaystyle {\ce {InCl3}}} is het uitgangspunt voor de synthese van trimethylindium, dat toepassingen heeft in de halfgeleiderindustrie.

### InBr3
InBr3 is een bleekgele vaste stof met een smeltpunt van 435 °C. Het kristal van de stof is isostructureel met aluminiumchloride. Het ontstaat in de reactie tussen indium en broom. {\displaystyle {\ce {InBr3}}} heeft enige toepassingen in de organische synthese als water-tolerant lewiszuur.

### InI3

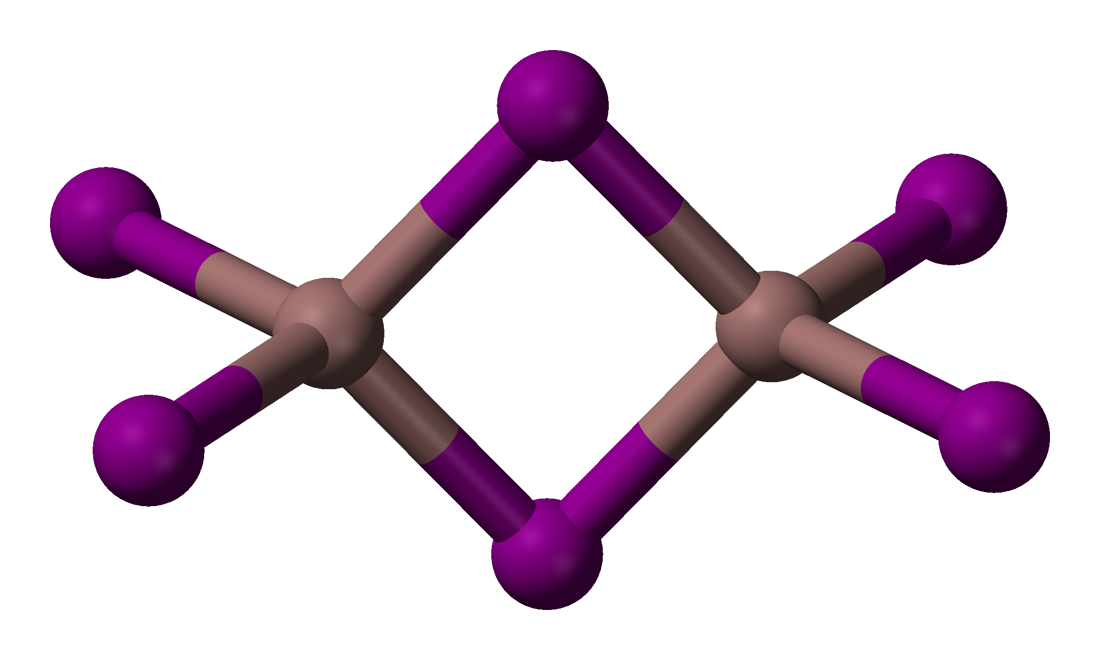
Ball-and-stick model of the In_{2}I_{6} molecule

InI3 is een gele vaste stof. Het wordt verkregen door een waterige waterstofjodideoplossing waarin indium is opgelost in te dampen. Van de stof is zowel een gele als een rode vorm beschreven. De rode vorm gaat bij 57 °C over in de gele. De structuur van de rode vorm is niet met behulp van röntgendiffractie bepaald, al wijst spectroscopisch onderzoek op een 6-coördinatie.  De gele vorm bestaat uit {\displaystyle {\ce {In2I6}}}-moleculen, indium heeft coördinatiegetal 4. Het wordt toegepast in de synthese van indiumfosfide, een halfgeleidermateriaal dat een belangrijke rol speelt in de glasvezeltechnologie.

## Indiumhalogenides met gemengde valenties
Van de tussenvormen is een groot aantal chlorides en bromides bekend, maar slechts één jodide en helemaal geen fluoride. Hoewel het oxidatiegetal +2 hier verwacht wordt, bevatten deze verbindingen alleen indium met oxidatiegetal +1 of +3. De vroeger als {\displaystyle {\ce {InI2}}} beschreven stof blijkt beter beschreven te worden als {\displaystyle {\ce {In^{+}[In^{3+}I4]}}}. Enige jaren later werden verbindingen bekend waarin het anion {\displaystyle {\ce {[In2Br6^{2-}]}}} voorkwam, waarin een directe binding tussen de twee indiumatomen optreedt. Het vroege werk aan de chlorides en bromides was gebaseerd op de fase-diagrammen van binaire mengsels van {\displaystyle {\ce {InCl}}} en {\displaystyle {\ce {InCl3}}}. Veel van de verbindingen werden daarbij verkeerd beoordeeld omdat ze slecht in de toen gangbare theorie pasten en ontleedden voor ze smolten. Van het gros van de eerder gerapporteerde chlorides en bromides is de structuur nu bepaald via röntgendiffractie, of ze zijn verwezen naar het rijk van wishfull thinking. Het meest opvallende resultaat was wel dat een zorgvuldig heronderzoek van het {\displaystyle {\ce {InCl/InCl3}}}-binaire fasediagram totaal geen {\displaystyle {\ce {InCl2}}} vertoonde.

De oorzaak voor het grote aantal verbindingen kan gevonden worden in de eigenschap van indium dat het als met oxidatiegetal +3 anionen kan vormen zoals {\displaystyle {\ce {[InBr4^{-}], \ [InCl6^{3-}]}}} en het al eerder genoemde {\displaystyle {\ce {[In2Br6^{2-}]}}}, met een directe binding tussen de twee metaalatomen.

### In7Cl9en In7Br9
{\displaystyle {\ce {In7Cl9}}} is een gele, vaste stof die stabiel is tot 250 °C. De stof kan beter beschreven worden als: {\displaystyle {\ce {In^{I}6[In^{III}Cl6]Cl3}}}
{\displaystyle {\ce {In7Br9}}} heeft een vergelijkbare structuur en kan het best beschreven worden als: {\displaystyle {\ce {In^{I}6[In^{III}Br6]Br3}}}

### In5Br7
{\displaystyle {\ce {In5Br7}}} is een bleekgele vaste stof. Het wordt het best beschreven als {\displaystyle {\ce {In^{I}3[In^{II}2Br6]Br}}}. Het anion {\displaystyle {\ce {[In2Br6^{2-}]}}} heeft een op eclipsed ethaan lijkende structuur, de bindingslengte tussen de twee indiumatomen is 270 pm.

### In2Cl3en In2Br3
{\displaystyle {\ce {In2Cl3}}} is een kleurloze verbinding die beter beschreven wordt met {\displaystyle {\ce {In^{I}3[In^{III}Cl6]}}} In tegenstelling hiermee bevat de eerder als {\displaystyle {\ce {In2Br3}}} beschreven verbinding het ook in {\displaystyle {\ce {In5Br7}}} optredende ion {\displaystyle {\ce {[In2Br6^{2-}]}}} en wordt beter beschreven als {\displaystyle {\ce {In^{I}2[In^{II}2Br6]}}}. De structuur wordt daarmee vergelijkbaar met die van het galliumhalogenide {\displaystyle {\ce {Ga2Br3}}}.

### In4Br7
{\displaystyle {\ce {In4Br7}}} is een vrijwel kleurloze vaste stof met een bleekgroene waas. Het is een lichtgevoelige verbinding (vergelijkbaar met {\displaystyle {\ce {TlCl}}} en {\displaystyle {\ce {TlBr}}}) die ontleed naar {\displaystyle {\ce {InBr.InBr3}}} en metallisch indium.
{\displaystyle {\ce {In^{I}5[In^{I}Br4]2[In^{III}Br6]\ ->[{\ce {h\nu }}]\ InBr.InBr3\ +\ In_{s}}}}
{\displaystyle {\ce {In4Br7}}} is een dubbelzout waarin de anionen {\displaystyle {\ce {[InBr4^{-}]}}} en {\displaystyle {\ce {[InBr6^{3-}]}}} optreden. De negatieve lading daarvan wordt gecompenseerd door {\displaystyle {\ce {In+}}}-ionen. De stof kan het best beschreven worden als: {\displaystyle {\ce {In^{I}5[In^{III}Br4]2[In^{III}Br6]}}}. De oorzaak van deze opmerkelijke structuur wordt gezocht in een antibindende interactie tussen dubbelbezette, niet gerichte, 5s-orbitalen op indium en nabijgelegen 4p-gehybridiseerde orbitalen op broom.

### In5Cl9
{\displaystyle {\ce {In5Cl9}}} wordt  het best beschreven als {\displaystyle {\ce {In^{I}3[In^{III}2Cl9]}}}. Het {\displaystyle {\ce {[In^{III}2Cl9^{3-}]}}}-anion heeft 2 zesgecoördineerde octaedrisch omringde indiumatomen. Er treden drie chlooratomen op als bruggen tussen de metaalatomen: de octaeders delen een vlak. De structuur is vergelijkbaar met die van {\displaystyle {\ce {[Cr2Cl9^{3-}]}}} en {\displaystyle {\ce {[Tl2Cl9^{2-}]}}}.

### InBr2
{\displaystyle {\ce {InBr2}}} is een groenig-witte kristallijne stof die het best beschreven wordt met: {\displaystyle {\ce {In^{I}[In^{III}Br4]}}}. Het heeft een met het galliumhalogenide {\displaystyle {\ce {GaCl2}}} vergelijkbare structuur. {\displaystyle {\ce {InBr2}}} is oplosbaar in aromatische oplosmiddelen en een aantal verbindingen met η6-areen complexen van In(I) zijn beschreven. Met een aantal liganden zijn neutrale complexen, waarin een directe binding tussen twee indiumatomen optreedt, beschreven.

### InI2
{\displaystyle {\ce {InI2}}} is een gele, vaste stof die het best beschreven wordt met: {\displaystyle {\ce {In^{I}[In^{III}I4]}}}.

## Anioncomplexen van indium(III)
De indium(III)halogenides zijn lewiszuren en vormen additieverbindingen met liganden. Van {\displaystyle {\ce {InF3}}} zijn slechts enkele voorbeelden bekend, maar van de andere halogeniden zijn tetraëdrische, trigonale bipiramides en octaëdrisch omringde indiumcomplexen beschreven.
Met de halogenides zijn voorbeelden van al deze omringingen bekend, zelfs met octaedrische coördinatie rond indium en bruggende halogeen-atomen, bijvoorbeeld {\displaystyle {\ce {In2X9^{3-}}}} met drie aan beide indium-ionen gecoördineerde halogenen of {\displaystyle {\ce {In2X7^{-}}}}, waarin één halogeen de brug vormt tussen de metaal-ionen.
Daarnaast is ook vlakke vierkante geometrie rond indium mogelijk ({\displaystyle \mathrm {InX_{5}^{2-}} }).

### InX4−en InX63−
Zouten van {\displaystyle \mathrm {InCl_{4}^{-}} }, {\displaystyle {\ce {InBr4^{-}}}} en {\displaystyle {\ce {InI4^{-}}}} zijn bekend. Daarnaast is van LiInF4 de synthese beschreven, het heeft echter een ongebruikelijke gelaagde structuur met een octaëdrisch gecoördineerd indium-atoom. Zouten van {\displaystyle \mathrm {InF_{6}^{3-}} }, {\displaystyle \mathrm {InCl_{6}^{3-}} } en {\displaystyle \mathrm {InBr_{6}^{3-}} } zijn gesynthetiseerd.

### InCl52−en InBr52−
Voor het {\displaystyle \mathrm {InCl_{5}^{2-}} } ion is in het tetraethylammoniumzout ( {\displaystyle {\ce {(Et4N)2InCl5}}} ) een vierzijdige pyramidale structuur gevonden met dezelfde kristalstructuur als {\displaystyle {\ce {(Et4N)2TlCl5}}}. In tegenstelling daarmme wordt in het tetrafenylfosfoniumzout ( {\displaystyle {\ce {((C6H5)4N)2InCl5}}}, als acetonitrilsolvaat ) een trigonale bipyramide aangetroffen.
Voor het {\displaystyle \mathrm {InBr_{5}^{2-}} }-ion wordt op vergelijkbare wijze in sommige zouten een, zij het wat verwrongen, vierzijdige pyramidale structuur aangetroffen (in het 4-chloorpyridiniumzout: {\displaystyle {\ce {(4Cl-pyridine)2InCl5}}}) en een trigonale bipyramide in andere zouten.

### In2X7−
Het {\displaystyle {\ce {In2X7^{-}}}}-ion heeft één halogeen-atoom dat de twee metaalclusters met elkaar verbindt. Of deze brug recht is (bindingshoek voor het koppelende halogeen = 180°) is op basis van de (spectroscopiscjje) gegevens niet te zeggen. Zowel het chloride als het bromide zijn met behulp van  "electrospray mass spectrometrie" ontdekt. De jodide-vorm van het ion is gesynthetiseerd in de verbinding {\displaystyle {\ce {Cs(In2I7)}}}.

### In2X93−
De cesiumzouten van zowel het chloride, {\displaystyle {\ce {Cs3(In2Cl9)}}}, als het bromide, {\displaystyle {\ce {Cs3(In2Br9)}}} bevatten een binuclear anion met octaëdrisch gecoördineerde indium-atomen.

## Anioncomplexen van In(I) and In(II)

### InX2−en InX32−
Het ion {\displaystyle \mathrm {In^{I}X_{2}^{-}} } ontstaat als het ion {\displaystyle \mathrm {In_{2}^{I}X_{4}^{-}} } disproportioneert. De vibratie-spectra van zouten die het ion bevatten tonen aan dat deze ionen een C3v symmetrie bezitten:het zijn trigonale pyramides, met een structuur die vergelijkbaar is met het iso-elektronische {\displaystyle {\ce {SnX3^{-}}}}-ion.

### In2Cl62−, In2Br62−en In2I62−
De tetrabutylammoniumzouten van zowel de chloride, bromide als jodidevariatie van {\displaystyle {\ce {In2X6^{2-}}}} zijn gesynthetiseerd. In niet-waterige oplosmiddelen disproportioneert het indiumion waarbij {\displaystyle {\ce {In^{I}X2^{-}}}} en {\displaystyle {\ce {In^{III}X4^{-}}}} ontstaan.

## Neutrale verbindingen op basis van indium(II)
In de nasleep van de ontdekking van het {\displaystyle {\ce {In2Br6^{2-}}}}-ion is het mogelijk gebleken ook neutrale verbindingen te verkrijgen, waarin de {\displaystyle {\ce {In2X4}}}-eenheid aanwezig is. Via de reactie van indium(II)halogenides met neutrale liganden zijn deze verbindingen toegankelijk. Soms, wanneer ze gebruikt worden als uitgangsstof voor de synthese van clusterverbindingen als ‘In2X4’, worden deze verbindingen aangeduid als "adducten".